# 불한당 (드라마)
《불한당(不汗黨)》은 2008년 1월 2일부터 2008년 2월 28일까지 방송되었던 SBS 수목 드라마이다.

## 제작진
- 극본 : 김규완
- 연출 : 유인식

## 등장 인물

### 주요 인물
- 장혁 : 권오준 역
- 이다해 : 진달래 역

### 주변 인물
- 김정태 : 김진구 역
- 홍경인 : 김만두 역
- 김해숙 : 이순섬 역
- 김환희 : 장유진 역 - 달래의 딸
- 윤유선 : 권오숙 역 - 오준의 누나
- 손병호 : 김호진 역

### 그 외
- 고준희 : 영숙 역 - 1회 특별출연
- 강기화 : 김연아 역
- 신승환 : 코믹한 조폭 역
- 김인태 : 진구 부 역
- 임일규 : 홍승우 역
- 마동석 : 종구 역
- 홍성숙
- 윤종원
- 전진기

## 시청률
| 2008년      | 2008년      | 2008년         | 2008년       | 2008년         | 2008년       |
| 회차        | 방송일      | TNmS 시청률    | TNmS 시청률  | AGB 시청률     | AGB 시청률   |
| 회차        | 방송일      | 대한민국(전국) | 서울(수도권) | 대한민국(전국) | 서울(수도권) |
| ----------- | ----------- | -------------- | ------------ | -------------- | ------------ |
| 제1회       | 1월 2일     | 9.2%           | 10.0%        | 10.3%          | 11.8%        |
| 제2회       | 1월 3일     | 8.0%           | 8.4%         | 7.5%           | 7.9%         |
| 제3회       | 1월 9일     | 6.2%           | 6.5%         | 7.3%           | 7.6%         |
| 제4회       | 1월 10일    | 6.4%           | 7.2%         | 7.9%           | 8.7%         |
| 제5회       | 1월 16일    | 6.1%           | 6.2%         | 7.4%           | 7.5%         |
| 제6회       | 1월 17일    | 6.2%           | 6.3%         | 6.9%           | 7.0%         |
| 제7회       | 1월 23일    | 6.5%           | 7.5%         | 6.1%           | 7.1%         |
| 제8회       | 1월 24일    | 6.6%           | 7.1%         | 7.5%           | 8.0%         |
| 제9회       | 1월 30일    | 6.4%           | 6.8%         | 8.0%           | 8.4%         |
| 제10회      | 1월 31일    | 5.0%           | 5.2%         | 6.2%           | 6.4%         |
| 제11회      | 2월 6일     | 5.7%           | 6.3%         | 5.7%           | 6.3%         |
| 제12회      | 2월 13일    | 4.7%           | 4.8%         | 6.1%           | 6.2%         |
| 제13회      | 2월 14일    | 5.1%           | 5.8%         | 6.0%           | 6.7%         |
| 제14회      | 2월 21일    | 4.4%           | 5.3%         | 5.6%           | 6.5%         |
| 제15회      | 2월 27일    | 3.3%           | 3.5%         | 4.9%           | 5.1%         |
| 제16회      | 2월 28일    | 4.5%           | 5.4%         | 5.3%           | 6.2%         |
| 평균 시청률 | 평균 시청률 | 5.9%           | 6.4%         | 6.8%           | 7.3%         |

위의 표는 TNmS와 AGB가 자사의 홈페이지, 관련 기사에 언급된 시청률 자료 (대부분의 경우 위의 리서치 회사 상위 20위에 속하지 않아 기사 자료에 상당 부분 의존해야 했음) 에 공개된 시청률에 근거해 작성한 것이다. 빨간색 수치는 최고 시청률, 파란색 수치는 최저 시청률을 나타낸다.